# 이집트의 선사 시대
이집트의 선사 시대는 고대 이집트의 시대 구분으로서, 최초의 인간 거주 시대부터 기원전 3100년 경 첫 번째 파라오인 나르메르(메 네스도라고도 함)로 시작하는 초기 왕조 시대까지의 기간이다.
왕조 이전 시대는 일반적으로 신석기 시대와 동일하다. 기원전 6000년 경에 시작하고 초기왕조(Naqada III)시대를 포함한다. 왕조 이전 시대의 시기는 이집트의 광범위한 고고학적 발굴이 일어나기 이전에 먼저 정의가 되어 있었다. 이후 최근에 와서 왕조 이전시대에 상당히 진척된 발전을 보여주는 유적이 발견되면서, 왕조 이전시대의 정확한 종료시기에 대한 논쟁으로 이어졌다.
따라서, 일부 다른 사람에 의해 또는 다른 초기 왕조와 구분하기 위해, 왕조 이전 시대로 특징지을 수 있는 부분의 시기를 지정하기 위하여 "왕조 이전 시대"라는 용어는 때로는 "제 0 왕조"라는 이름으로 고고학자들에게 사용되어 왔다.

## 같이 보기
- 5.9천년 사건